# Вибій видобувної свердловини

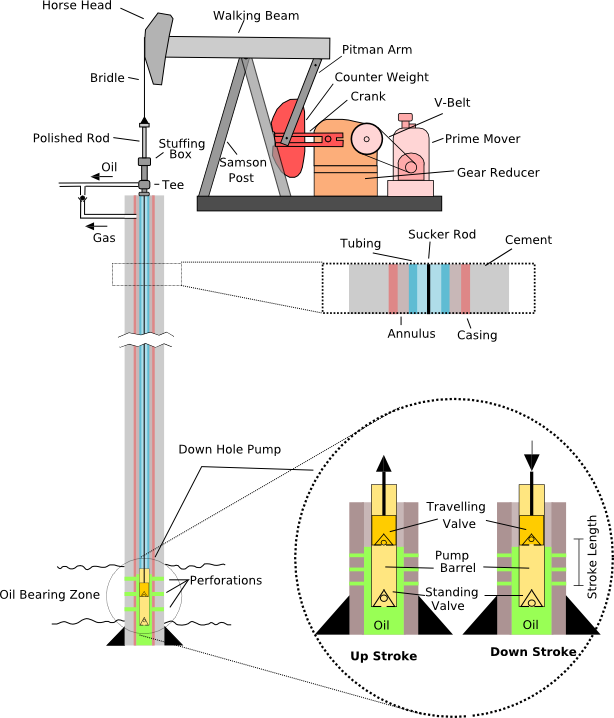
Рис. 1. Перфорований вибій видобувної свердловини при видобуванні нафти верстатом-качалкою.

Вибій видобувної свердловини — інтервал стовбура свердловини навпроти продуктивного пласта, в якому забезпечується сполучення стовбура свердловини з пластом.

## Загальний опис
Устаткування вибою призначене для запобігання руйнування продуктивного пласта і виносу на вибій твердих частинок, а також для ізоляції обводнених пропластків. У той же час воно повинно мати якомога менший опір і забезпечувати умови для проведення робіт по збільшенню продуктивності свердловин.
Залежно від геологічних і технологічних умов розробки родовищ застосовують такі типові конструкції вибоїв видобувної свердловини: 
- а) відкритий вибій;
- б) вибій, перекритий хвостовиком колони, перфорованим перед її спуском;
- в) вибій, обладнаний фільтром;
- г) перфорований вибій.

- При відкритому вибої башмак обсадної колони цементується перед покрівлею пласта. Потім пласт розкривається долотом меншого розміру, але ніяких заходів по зміцненню стовбура свердловини в місці її проходження через продуктивний пласт не приймається. Така конструкція вибою забезпечує найменший опір притоку нафти і газу в свердловину, але можлива тільки при досить стійких гірських породах. Через неможливість вибіркового розкриву потрібних пропластків і вибіркового впливу на них, а також постійної загрози обвалів в привибійній зоні відкритим вибоєм оснащено менше 5 % всього фонду свердловин.
- Одним із способів зміцнення гірських порід є обладнання вибою, перекритого хвостовиком колони, перфорованим перед її спуском . У цьому випадку свердловина буриться відразу до підошви продуктивного пласта і кріпиться обсадною колоною по всій довжині. Але труби обсадної колони, розташовані навпроти товщі продуктивного пласта, заздалегідь перфоровані й простір між ними і поверхнею пласта не цементується. Дана конструкція вибою надійніше попередньої, але зростає і опір притоку пластових флюїдів.
- Вибій, обладнаний фільтром, застосовується в тих випадках, коли є небезпека надходження піску в свердловину. У цьому випадку башмак обсадної колони спускається до покрівлі пласта і цементується. Навпроти його продуктивної частини встановлюється спеціальний фільтр, а кільцевий простір між верхньою частиною фільтру і низом обсадної колони герметизується. Відомі фільтри щілинні (з поздовжніми щілинними отворами довжиною 50—80 мм і шириною 0,8—1,5 мм) керамічні, гравійні (з діаметром часток 4—6 мм) і металокерамічні. Необхідність в їх застосуванні виникає при розкритті свердловинами незцементованих піщаних пластів, схильних до піскоутворення, що зустрічається досить рідко.
- Свердловини з перфорованим вибоєм складають більше 90 % загального фонду. При їх спорудженні буріння ведеться до підошви продуктивного пласта, після чого в свердловину опускають обсадні труби і цементують кільцевий простір на всій її довжині. І тільки після цього роблять перфорацію обсадної колони і цементного каменю на тих інтервалах глибин, де очікується приплив нафти і газу.

Переваги свердловин з перфорованим вибоєм:
- спрощення технології проводки свердловини;
- стійкість вибою і збереження прохідного перетину свердловини в процесі тривалої експлуатації;
- надійна ізоляція пропластків, що не розкритих перфорацією;
- можливість поінтервального впливу на привибійну зону пласта (різні обробки, гідророзрив і т. д.).

У той же час перфорований вибій не забезпечує захисту від проникнення піску в свердловину і створює додатковий фільтраційний опір потоку пластової рідини.

## Облаштування вибою газових свердловин

Рисунок 2 ‒ Обладнання вибою свердловини
Види вибоїв: а ‒ відкритий; b ‒ перфорований; c, d ‒ обладнаний фільтром; 1 ‒ не закріплена трубами частина свердловини;
2 ‒ проперфоровані отвори; 3 ‒ сальник-ущільнювач; 4, 6 ‒ хвостовики; 5 ‒ цемент; 7 ‒ манжети

Облаштування вибою газових свердловин залежить від багатьох факторів:
- літологічного й фаціального складу порід і цементуючого матеріалу, які складають газовміщуючий колектор;
- механічної міцності порід;
- неоднорідності колекторських властивостей пласта за розрізом;
- наявності газо-, нафто- й водоносних пластів у продуктивному розрізі;
- розташування свердловини на структурі й площі газоносності;
- призначення свердловини (видобувна, нагнітальна, спостережна).

Якщо газовий поклад пластового або масивного типу, газонасичений колектор представлений міцними породами (зцементованими пісками, вапняками, доломітами, ангідритами), в продуктивному розрізі відсутні нафто- й водонасичені горизонти, видобувні свердловини можуть мати відкритий вибій (рис. 2). У цьому випадку експлуатаційну колону спускають до покрівлі продуктивного пласта, в водонепроникному пропластку встановлюють підошву й колону цементують до гирла. Для поліпшення виносу твердих частинок і рідин із вибою в фільтрову частину пласта спускають хвостовик.

## Облаштування вибою нафтових свердловин

Рис. 3. Типові конструкції вибоїв нафтових свердловин: а — з перфорованим вибоєм; б — з вибійним хвостовиком; в — з вибійним фільтром; г — з відкритим вибоєм; 1 — обсадна колона; 2 — цементне кільце; 3 — перфораційні отвори; 4 — перфораційні канали; 5 — перфорований хвостовик; 6 — вибійний фільтр; 7 — сальник (пакер); 8 — відкритий вибій.

Залежно від властивостей продуктивного пласта і технологій вироблення запасів вуглеводнів, що істотно відрізняються, можна використовувати одну з наступних типових конструкцій вибоїв свердловин, представлених на рисунку 3:
а. Свердловина із перфорованим вибоєм.
б. Свердловина із вибійним хвостовиком.
в. Свердловина із вибійним фільтром.
г. Свердловина із відкритим вибоєм.
Незалежно від конструкції вибою після розкриття продуктивного горизонту у свердловині проводиться цикл геофізичних, а в продуктивному горизонті ще й гідродинамічних досліджень; за отриманою інформацією вирішується низка важливих завдань.
1. Свердловини з перфорованим вибоєм (рис. 3, а) є найбільш поширеними у нафтовидобувній промисловості в силу цілого ряду переваг, до основних з яких можна віднести:
 надійна ізоляція пройдених гірських порід;
 можливість додаткового розкриття перфорацією тимчасово законсервованих нафтонасичених інтервалів у розрізі свердловини;
 простота поінтервального впливу на привибійну зону у разі складної її будови;
 суттєве спрощення технології буріння, так як буріння під експлуатаційну колону ведеться долотом одного розміру до проектної позначки.
Після розбурювання стовбура до проектної позначки у свердловину спускають обсадну колону, яку цементують, а потім перфорують. У разі міцних колекторів така конструкція вибою буде довгостійкою.
2. Свердловини із вибійним хвостовиком (рис. 3, б) призначені для продуктивних горизонтів, представлених міцно зцементованими (дуже міцними) колекторами. Свердловина буриться до проектної позначки, потім до неї спускається обсадна колона, нижня частина якої на товщину продуктивного горизонту має отвори. Після спуску обсадної колони проводиться її цементування вище покрівлі продуктивного горизонту; при цьому простір між стінкою і обсадною колоною на товщину продуктивного горизонту залишається вільним. Приплив у таку свердловину аналогічний припливу у досконалу свердловину, але вибій тут закріплений, що виключає зменшення діаметра свердловини навіть при частковому обваленні привибійної зони.
3. Свердловини із вибійним фільтром (рис. 3, в) призначені для слабозцементованих (пухких) колекторів. До покрівлі продуктивного горизонту свердловину бурять з діаметром, що відповідає діаметру експлуатаційної колони. Потім у свердловину спускають обсадні труби і проводять цементування. Продуктивний горизонт розбурюють долотом меншого діаметра до підошви. Перекриття продуктивного горизонту здійснюється фільтром, що закріплюється у нижній частині обсадної колони на спеціальному сальнику. Фільтр призначений для запобігання надходженню піску у свердловину. Відома велика кількість фільтрів, що відрізняються не тільки за конструкцією, але й за матеріалом, з якого вони виготовляються.
4. Свердловини з відкритим вибоєм (рис. 3, г) призначені для однорідних стійких (міцних) колекторів. Нижня частина свердловини (до покрівлі продуктивного горизонту) не відрізняється від нижньої частини для свердловин з вибійним фільтром. Продуктивний горизонт розбурюється долотом меншого діаметра до підошви; при цьому стовбур свердловини проти продуктивного пласта залишається відкритим.
Така конструкція має найкращу гідродинамічну досконалість, але має обмежене поширення в силу низки недоліків, основними з яких є:
 обмеженість або навіть неможливість експлуатації продуктивних горизонтів складної будови;
 невелика товщина продуктивного горизонту;
 неможливість експлуатації свердловини з досить великими депресіями внаслідок руйнування продуктивного горизонту (обвали ПЗС).
На основі описаних типових конструкцій вибоїв свердловин не виключається можливість створення їх модифікацій відповідно до особливостей продуктивного горизонту в кожному конкретному випадку.